# 410
410 (CDX) fue un año común comenzado en sábado del calendario juliano, en vigor en aquella fecha.
En el Imperio romano, el año fue nombrado como el del consulado de Honorio y Teodosio, o menos comúnmente, como el 1163 Ab urbe condita, adquiriendo su denominación como 410 a principios de la Edad Media, al establecerse el anno Domini.

## Acontecimientos
- Alarico I depone a Prisco Atalo como emperador.
- 24-26 de agosto: en Roma (península itálica), los visigodos de Alarico I saquean e incendian la ciudad durante tres días. Mientras tanto, el emperador Flavio Honorio permanece en Ravena.[1]
- Ataúlfo sucede a su hermanastro Alarico I como rey de los visigodos.[2]
- El filósofo peripatético Olimpiodoro de Tebas realiza experimentos de alquimia.
- Se celebra el Concilio de Seleucia-Ctesifonte

## Fallecimientos
- 25 de agosto: Alarico I, rey de los visigodos.
- Marcela de Roma, aristócrata romana, canonizada por la Iglesia católica (f. 410).